# Don’s Plum
Don’s Plum – amerykańsko-szwedzko-duński film niezależny z 2001 roku.
Film kręcono w Los Angeles (Kalifornia, USA) w latach 1995–1996.

## Główne role
- Amber Benson - Amy
- Scott Bloom - Brad
- Kevin Connolly - Jeremy
- Leonardo DiCaprio - Derek
- Jenny Lewis - Sara
- Tobey Maguire - Ian
- Heather McComb - Constance
- Meadow Sisto - Juliet
- Marissa Ribisi - Tracy
- Jeremy Sisto - Bernard
- Bethany Ashton - Grace Forrester
- Robert Zimmermann - Luke
- Ethan Suplee - Big Bum

## Fabuła
Seks, narkotyki, tajemnice, a przede wszystkim przyjaźń. Grupa przyjaciół spotyka się w każdą sobotę w jednej z ulubionych knajp. Chcą pogadać, pośmiać się, poderwać dziewczyny. Są głodni wrażeń, bezczelni i zagubieni w pozornej wolności od zakazów. Prawdziwy obraz młodego pokolenia, które z nikim nie może się dogadać lecz ma przekonanie, że kiedyś, gdzieś, jakoś wszystko będzie OK.

## Informacje dodatkowe
- Aktorzy improwizowali większość dialogów, przez to sceny wydawały się bardziej realistyczne i wiarygodne.
- Na ścianie budynku widoczny jest plakat z filmu Wyjęty spod prawa Josey Wales (1976).
- Leonardo DiCaprio i Tobey Maguire nie chcieli dopuścić do dystrybucji filmu. Zapoczątkowali proces sądowy, dzięki któremu w 1999 roku udało im się ostatecznie zapobiec dystrybucji filmu w USA i Kanadzie.
- Film nosił tytuł roboczy Saturday Night Club.